# Leopold Dallinger
Leopold Dallinger (ur. 24 października 1884 w Horodence, zm. 21 lipca 1965 w Pitsford) – polski duchowny rzymskokatolicki.

## Życiorys
Urodził się 24 października 1884 w Horodence. Od 1897 kształcił się w C. K. Wyższym Gimnazjum w Kolomyi, gdzie w 1904 ukończył chlubie VIII klasę i zdał egzamin dojrzałości z odznaczeniem. Następnie kształcił się w seminarium duchownym we Lwowie W 1908 otrzymał sakrament święceń. Uzyskał stopień doktora na Uniwersytecie Lwowskim. Jako wikariusz posługiwał w Złoczowie, następnie w Stryju. Po wybuchu I wojny światowej w sierpniu 1914 został powołany do wojskowej służby duszpasterskiej w c. i k. armii. W 1916 jako kapelan rezerwy posługiwał w Kołomyi.
Po odzyskaniu przez Polskę niepodległości został przyjęty do Wojska Polskiego. Awansowany na stopień kapelana rezerwy ze starszeństwem z dniem 1 czerwca 1919. Po zakończeniu wojny z bolszewikami przeszedł do pracy w szkolnictwie. Był nauczycielem religii. W 1922 został mianowany nauczycielem w Państwowym Seminarium Nauczycielskim Żeńskim w Kołomyi. W 1924 został mianowany katechetą w Prywatnym Gimnazjum Żeńskim w Kołomyi, gdzie w 1926 pozostawał na etacie seminarium nauczycielskiego państwowego. W 1937 został przeniesiony z Państwowego Seminarium Nauczycielskiego Żeńskiego w Kołomyi do Państwowego Gimnazjum Żeńskiego w Kołomyi. Od końca lat 30. był dyrektorem gimnazjum i liceum w Kołomyi. W okresie II Rzeczypospolitej był kapłanem archidiecezji lwowskiej. 
Po wybuchu II wojny światowej, agresji ZSRR na Polskę z 17 września 1939 i nastaniu okupacji sowieckiej pozostawał w Kołomyi. W kwietniu 1940 dobrowolnie zgłosił się na deportację na wschód, ażeby towarzyszyć zabranej tam 80-letniej matce, po czym przewieziony do obwodu semipalatyńskiego, przebywał w kamieniołomach Nowaja Tałbinka. Na mocy układu Sikorski-Majski z 30 lipca 1941 odzyskał wolność, po czym zgłosił się do formowanej Armii Polskiej w ZSRR gen. Władysława Andersa i w jej szeregach został kapelanem. Po ewakuacji armii w 1943 był kapłanem w obozach polskich uchodźców w Teheranie. Później urlopowany, w 1943 udał się do Indii, gdzie przebywali polscy uchodźcy. Posługiwał jako wikariusz osady w Kolhapur, udzielał się jako katecheta w kolegium, był proboszczem i kapelanem osiedla w Valivade oraz nauczycielem religii i języka łacińskiego.
Od 1948 był kapelanem w obozach polskich uchodźców w Wielkiej Brytanii. Po demobilizacji w sierpniu 1949 został kapelanem polskiego Zgromadzenia Sióstr Najświętszej Rodziny z Nazaretu w Pitsford Hall. Pracował jako katecheta w szkole sióstr Nazaretanek w Pitsford, do 1962 był kapelanem szkolnym tamże. Był spowiednikiem Zdzisława Peszkowskiego, któremu zasugerował udanie się do Seminarium Polskiego w Orchard Lake w Stanach Zjednoczonych, gdzie tenże został księdzem. Zmarł w 21 lipca 1965 w Pitsford.

## Odznaczenie
- Krzyż Zasługi dla Duchownych Wojskowych II klasy na biało-czerwonej wstędze – Austro-Węgry (przed 1916)[6]